# Odessa (Missouri)
Pour les articles homonymes, voir Odessa (homonymie).
Odessa est une ville située dans le comté de Lafayette, dans l’État du Missouri, aux États-Unis. Lors du recensement de 2010, sa population s’élevait à 5 300 habitants.

## Source
- (en) Cet article est partiellement ou en totalité issu de l’article de Wikipédia en anglais intitulé « Odessa, Missouri » (voir la liste des auteurs).